# Kulturens geografi
Kulturens geografi är ett ämne inom geografin som studerar relationen mellan rum och kultur. Det heter "Cultural Geography" på engelska, vilket hade kunnat översättas till kulturgeografi på svenska. Men det senare betecknar all mänsklig geografi, i motsats till naturgeografi. Kulturens geografi är alltså ett studieområde inom kulturgeografin, som fokuserar på att förklara och analysera hur språk, religion, tankar, konst och andra kulturella fenomen varierar eller inte från en plats till en annan, samt hur dessa fenomen sprids mellan platser.